# Olympische Sommerspiele 1936/Teilnehmer (Island)
| Gelbes Symbol für Goldmedaillen mit stilisierten Olympischen Ringen | Graues Symbol für Silbermedaillen mit stilisierten Olympischen Ringen | Braundes Symbol für Bronzemedaillen mit stilisierten Olympischen Ringen |
| ------------------------------------------------------------------- | --------------------------------------------------------------------- | ----------------------------------------------------------------------- |
| —                                                                   | —                                                                     | —                                                                       |

Island nahm an den Olympischen Sommerspielen 1936 in Berlin mit einer Delegation von zwölf Athleten teil.

## Teilnehmer nach Sportarten

### Leichtathletik
Laufen und Gehen 
| Athleten          | Wettbewerb | 1. Runde | 1. Runde | Halbfinale    | Halbfinale    | Finale        | Finale        | Rang |
| Athleten          | Wettbewerb | Zeit     | Rang     | Zeit          | Rang          | Zeit          | Rang          | Rang |
| ----------------- | ---------- | -------- | -------- | ------------- | ------------- | ------------- | ------------- | ---- |
| Männer            |            |          |          |               |               |               |               |      |
| Sveinn Ingvarsson | 100 m      | ??       | 5        | ausgeschieden | ausgeschieden | ausgeschieden | ausgeschieden | ??   |

Springen und Werfen
| Athleten                 | Wettbewerb | Qualifikation | Qualifikation | Halbfinale    | Halbfinale    | Finale        | Finale        | Rang |
| Athleten                 | Wettbewerb | Weite/Höhe    | Rang          | Weite/Höhe    | Rang          | Weite/Höhe    | Rang          | Rang |
| ------------------------ | ---------- | ------------- | ------------- | ------------- | ------------- | ------------- | ------------- | ---- |
| Männer                   |            |               |               |               |               |               |               |      |
| Sigurður Sigurðsson      | Hochsprung | 1,80 m        | 23            | ausgeschieden | ausgeschieden | ausgeschieden | ausgeschieden | 23   |
| Sigurður Sigurðsson      | Dreisprung | ??            | ??            | 13,58 m       | 22            | ausgeschieden | ausgeschieden | 22   |
| Kristján Vattnes Jónsson | Speerwurf  | 52,00 m       | 22            | —             | —             | ausgeschieden | ausgeschieden | 22   |

 Mehrkampf 
| Athleten          | 100 m  | 100 m | Weitsprung | Weitsprung | Kugelstoßen | Kugelstoßen | Hochsprung | Hochsprung | 400 m      | 400 m      | 110 m Hürden | 110 m Hürden | Diskuswurf | Diskuswurf | Stabhochsprung | Stabhochsprung | Speerwurf  | Speerwurf  | 1500 m     | 1500 m     | Punkte     | Rang |
| Athleten          | Zeit   | Pkt.  | Weite      | Pkt.       | Weite       | Pkt.        | Höhe       | Pkt.       | Zeit       | Pkt.       | Zeit         | Pkt.         | Weite      | Pkt.       | Höhe           | Pkt.           | Weite      | Pkt.       | Zeit       | Pkt.       | Punkte     | Rang |
| ----------------- | ------ | ----- | ---------- | ---------- | ----------- | ----------- | ---------- | ---------- | ---------- | ---------- | ------------ | ------------ | ---------- | ---------- | -------------- | -------------- | ---------- | ---------- | ---------- | ---------- | ---------- | ---- |
| Zehnkampf         |        |       |            |            |             |             |            |            |            |            |              |              |            |            |                |                |            |            |            |            |            |      |
| Karl Vilmundarson | 12,6 s | 481   | 5,62 m     | 472        | aufgegeben  | aufgegeben  | aufgegeben | aufgegeben | aufgegeben | aufgegeben | aufgegeben   | aufgegeben   | aufgegeben | aufgegeben | aufgegeben     | aufgegeben     | aufgegeben | aufgegeben | aufgegeben | aufgegeben | aufgegeben | DNF  |

### Wasserball
| Wettbewerb    | Männer |
| ------------- | --- |
| Athleten      | Jón Ingi Guðmundsson Þórður Guðmundsson Jónas Halldórsson Þorsteinn Hjálmarsson Jón Jónsson Stefán Jónsson Magnús Pálsson Úlfar Þórðarson |
| Gruppenphase  | Schweiz 1:7 Schweden 0:11 Österreich 0:6                                                                                                  |
| Viertelfinale | ausgeschieden |
| Halbfinale    | ausgeschieden |
| Finale        | ausgeschieden |
| Platzierung   | 13. |